# Barciany
Barciany [barˈt͡ɕanɨ] (tiếng Đức: Barten) là một ngôi làng thuộc huyện Kętrzyński, Zachodniopomorskie, ở phía bắc Ba Lan, gần biên giới với tỉnh Kaliningrad của Nga. Đó là seat của gmina (khu hành chính) được gọi là Gmina Barciany. Nó nằm khoảng 15 kilômét (9 mi) phía bắc Kętrzyn và 74 km (46 mi) về phía đông bắc của thủ đô khu vực Olsztyn.
Tên của nó bắt nguồn từ tên của một bộ lạc Phổ cũ, người Barton. Một Ordensburg đã được dựng lên vào năm 1325, nhưng đá không được sử dụng cho đến năm 1377.
Ngôi làng có dân số 1.100 người.

## Những người đáng chú ý
- Hermann Gemmel (1813 ở Barten - 1868 ở Königsberg) là một kiến trúc sư, họa sĩ và giáo viên mỹ thuật người Đức tại Kunstakademie Königsberg.